# Macromia kubokaiya
Macromia kubokaiya é uma espécie de libelinha da família Corduliidae.
É endémica do Japão.